# 科波罗洛河
科波罗洛河（Coporolo）是安哥拉的一条间歇河，但有时也被认为是常年河。流域面积15674km2，流入大西洋本格拉省海域。河口附近有城镇大栋贝。
季节性洪水是该河流长年出现的问题。2011年7月的洪水造成6700人流离失所。